# 그레고리오 대학교

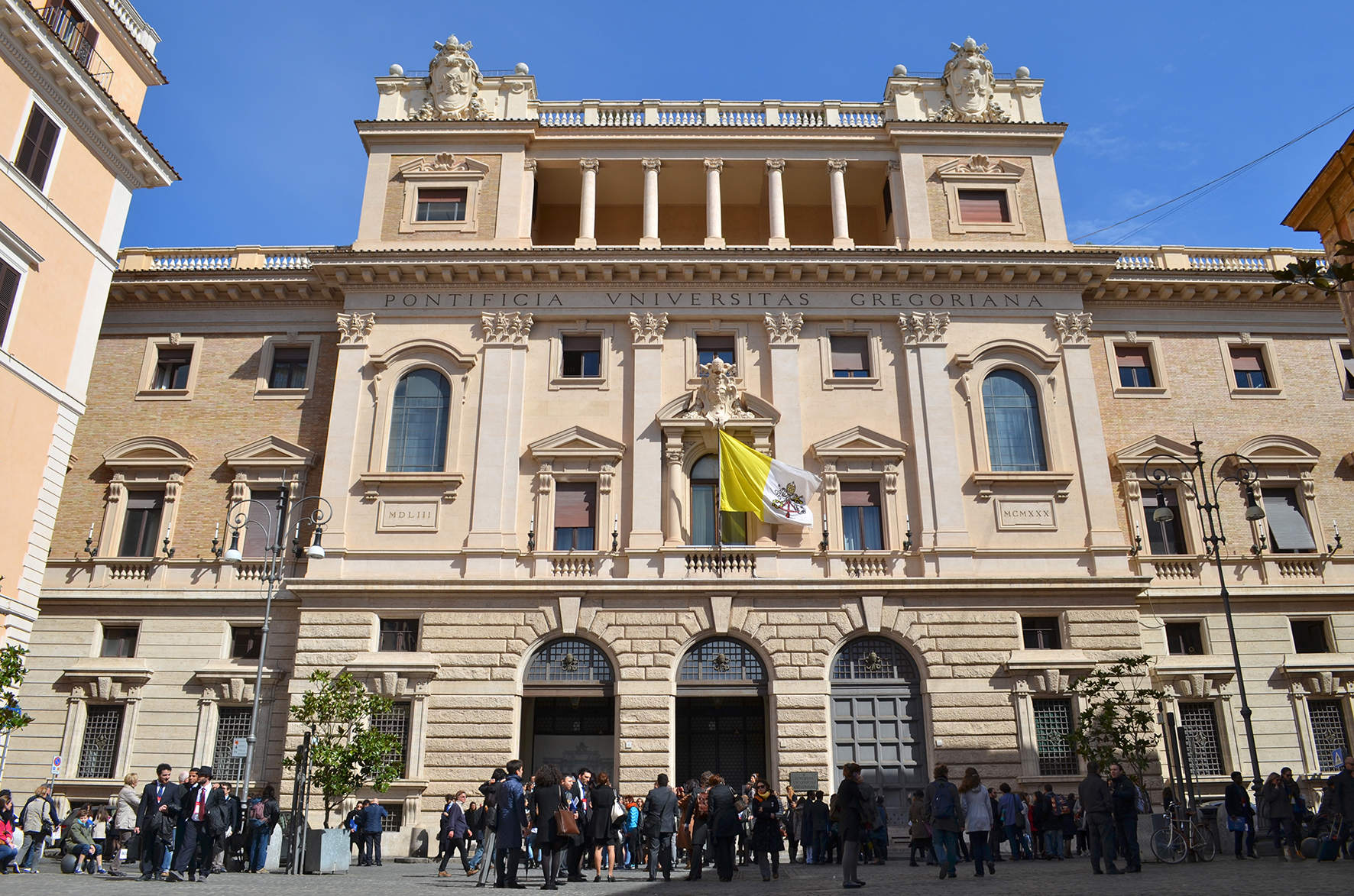
그레고리오 대학교 정면

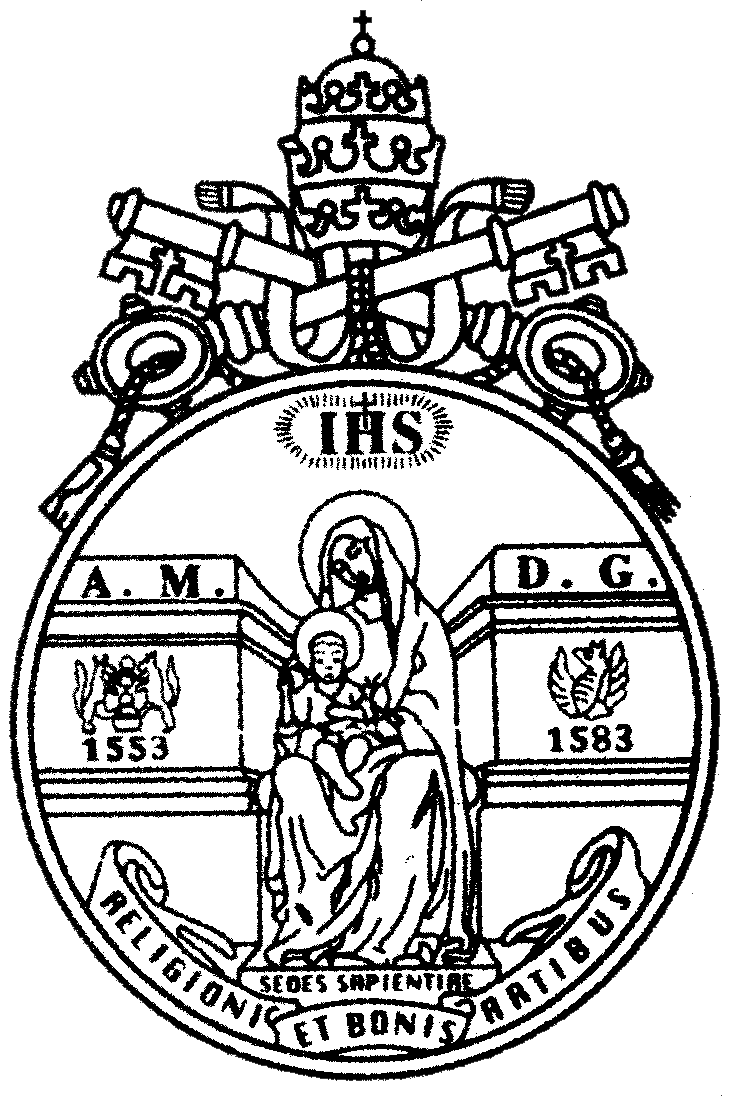

그레고리안 대학교(Pontificia Università Gregoriana)는 교황청에 소속된 로마 가톨릭교회의 대학이다. 로마 기숙학교(Collegio Romano)를 계승하며 이냐시오 데 로욜라가 건립했고, 인간 학문의 장으로 서로 다른 여러 학과, 특별히 철학과와 신학과를 중심으로 하는 대학이다.

## 역사
1551년 2월 18일 예수회의 창립자인 로욜라의 이냐시오 성인이 프란체스코 보르지아(Francesco Borgia)의 봉헌금으로 로마 캄피돌리오(Campidoglio) 언덕에 있는 한 건물에 세를 들어 문법과 인간성, 그리고 기독교의 교리를 가르치는 것을 시작으로 출발하게 되었다. 이 첫 번째 예수회원들의 학원에는 작은 도서관이 있었는데, 후에 이 학원이 로마 기숙학교로 불리게 되었다. 같은 해 9월 학생이 늘어남에 따라 이냐시오 성인은 이 학원을 프란기파네(Frangipane)에 속하며 카꼬(Cacco)의 스테파노(Stefano) 성인 성당 뒤에 있는 더 넓은 장소로 이전하게 되고, 라틴어와 그리스어에 이어 히브리어 강좌를 더하게 된다.
학원이 설립된 지 2년 후 로마 기숙학원에는 이미 250명의 학생들이 수학하게 되었다. 1556년 1월 17일 바오로(Paolo) 6세 교황은 이 학원을 철학과 신학 학과의 대학급으로 승격하는 승인을 했다. 1557년 늘어나는 학생수의 원인으로 대학을 살비아띠(Salviati) 건물로 다시 옮겨, 빅토리아 델라 톨파(Vittoria della Tolfa), 발레(Valle) 후작의 은혜로 가까이에 있는 건물을 사용하며, 그곳 상황에 적응하며 교육학 활동을 하며 1560년까지 사용하게 된다. 로마 기숙학교 학생 수가 백 명이 넘게 늘어났으며, 아랍어와 결의론, 윤리철학과를 개설하는 상황에 이르게 되었다.

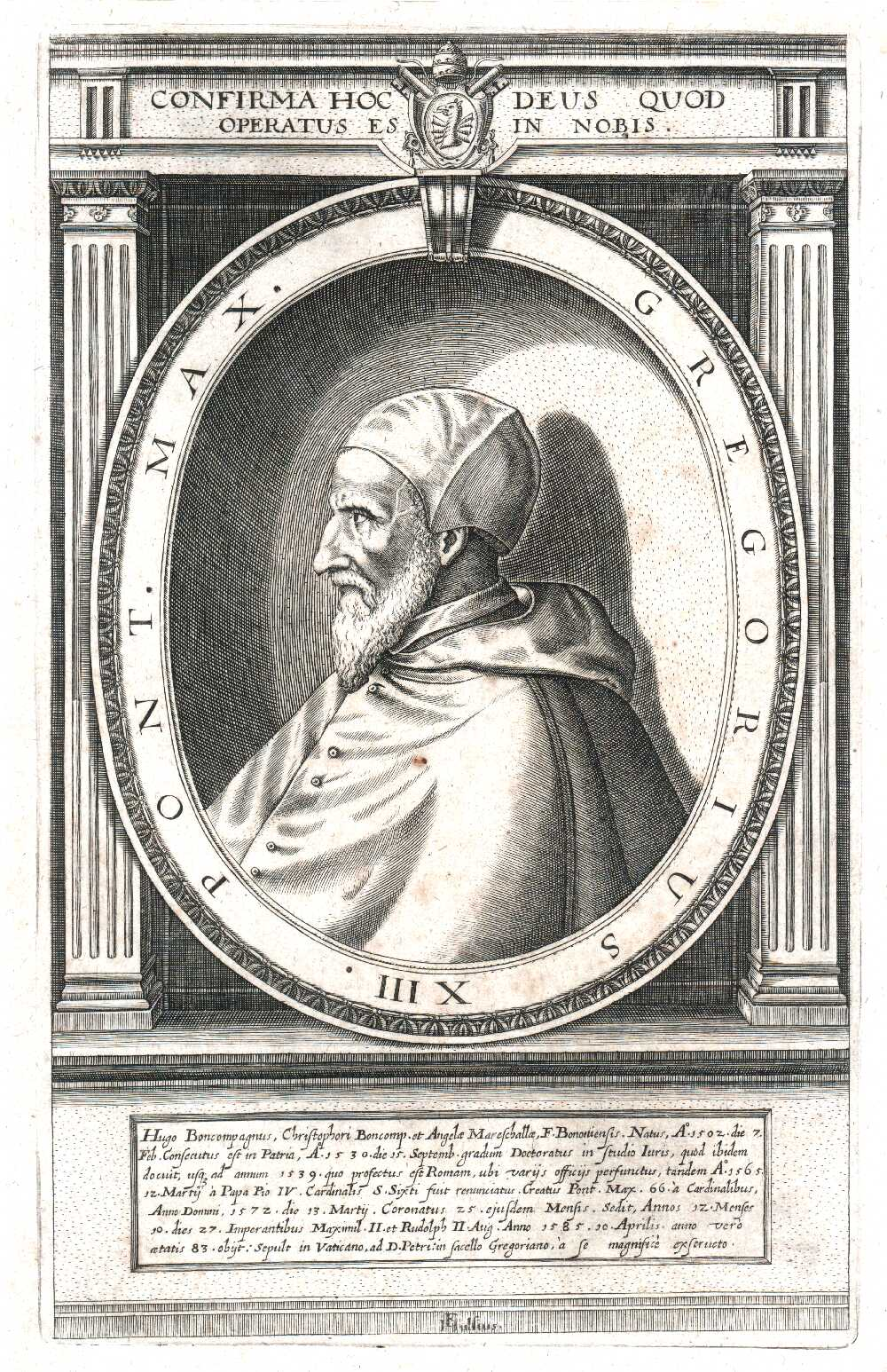
교황 그레고리오 13세.

1581년 교황 그레고리오(Gregorio) 13세는 적절한 자리를 이 기숙학교에 주려는 의지를 표명한다. 두 개의 공터를 사들이고 거대한 새 건물을 세우기를 바르톨로메오 암만나티(Bartolomeo Ammannati)에게 위탁했고, 1584년 10월 28일 제막식을 거행했다. 이 이유로 교황은 로마 기숙학교의 ‘창설자, 아버지’로 불리게 되었으며, 그 후 즉시 ‘아르키긴나시오 그레고리아노(Archiginnasio Gregoriano)’, ‘그레고리안 대학(우니베르시타 그레고리아나Università Gregoriana)’이라는 이름을 얻게 된다. 새로운 학당의 본거지로 가르치는 학과가 더 늘어나게 되는데, 그것은 교회 역사, 언어 그리고 웅변술 강좌이다. 그리고 수학, 물리학, 천문학 분야에서도 명성을 얻게 된다. 교황 그레고리오 13세의 원의에 따라 이 대학은 ‘그레고리아노’라는 이름을 얻게 되었고, 현재까지 그렇게 불리고 있다.
학교 안의 소성당(성모영보)은 점점 늘어나는 학생수를 수용할 수 없는 상황에 이르자 오라지오 그라씨(Orazio Grassi)(그레고리안 대학의 교수)의 천정화가 있는 성 이냐시오 성당(1626~1650)을 이용하게 되었다. 1773년에는 예수회 회원에 대한 탄압으로 인해 대학을 로마 교구 산하의 사제에게로 위탁하게 되었고, 그 후 1824년 5월 17일 교황 레오 12세가 개혁한 예수회에 반환하게 된다. 1873년 로마 기숙학교와 모든 설비 비품을 이탈리아 정부에서 몰수하게 된다. 이때 설비 비품은 도서관, 키르케리아노(kircheriano) 박물관, 과학관 그리고 유명한 천문학 관측소 등이다.
이러한 시기를 거쳐 대학 본거지를, 대학 본과는 가브리엘리-보로메오(Gabrielli-Borromeo) 건물에 그리고 제르마니코-웅가리코(Germanico-Ungarico) 기숙사에 고등학교와 기숙사를 각각 분리하게 되었다. 그 후 1879년부터 1886년까지 몇 차례의 이사와 교황 9세에 의해 정식 명칭인 ‘교황청 소속의 그레고리안 대학’이라는 명칭을 얻게 되며, 여러 가지 시대적인 상황에 따라 학교를 축소(철학과, 신학과로), 학생 수를 감소해야 하는 실정에도 이르게 된다. 이런 역사적 상황을 거친 후 대학은 점점 이 대학만의 특징을 되찾게 되고 재 부흥의 시기를 맞게 된다.
1930년 11월 6일, 그레고리오 대학교는 새로운 본거지를 현재 위치인, 삘로따(piazza della Pilotta) 광장에 마련하고, 1932년 선교학과와 교회 역사학과를, 1951년 사회학과를 창설하기에 이른다.
오늘날 그레고리오 대학교는 약 130개 나라, 821개의 교구, 84개의 수도회에서 온 3,000명이 넘는 학생들이 수학하고 있으며, 이 대학의 또다른 특징은 약 40개의 나라에서 온 교수진이라고 할 수도 있다. 이것이 로마 기숙학교를 기원으로 하는 ‘그레고리오 대학교’이다.

## 대학 본부

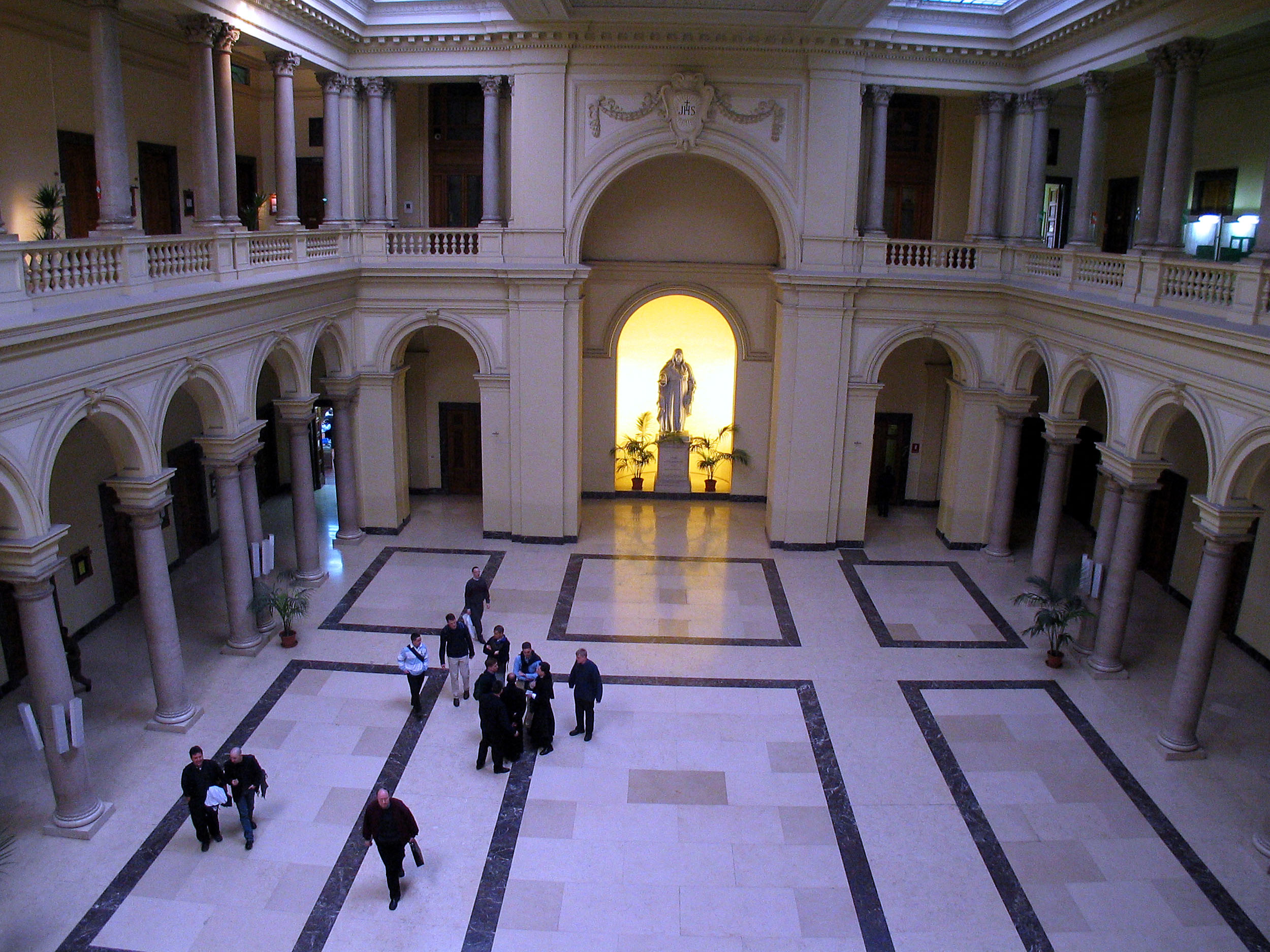
내부

1919년 교황 베네딕토 15세가 지금 현재 이 대학이 위치하고 있는 삘로타 광장에 새로운 대학 본관을 설립하기 위해 부지를 매입하였다. 그리고 이 장소는 예수회와 교황청 소속 학원인 비블리쿰의 건물에 근접해 있다.
교황 비오 11세가 선임 교황의 시작을 이어받아 1924년 12월 27일, 예수회 재설립 100주년을 맞아 첫 주춧돌을 놓게 된다. 그 자리에 있던 옛 건물을 붕괴하는 과정에서 잔재하고 있던 고대 세라피데(tempio di Serapide) 신전을 보전하는 일에도 관심을 기울이게 된다. 이 일은 줄리오 바를루찌(Giulio Barluzzi-로마, 1878~1953) 책임하에 이루어지게 되는데, 건물 내부에 깊고 작은 안뜰 형식의 공간을 마련하고 그 주위에 강의실을 배치하였다. 그리고 학교내의 부속 사무실, 교수들을 위한 기숙사, 두개의 소성당과 대도서관으로 이루어졌다.
이 공사는 1927년 8월에 건물 벽을 올리는 공사를 시작으로하여 3년의 과정을 거치게 된다. 이 대학 건물은 건축학적 특징으로 본다면 신복고풍이며, 내부 장식은 로마노 르네상스식으로 꾸며졌다. 건물 정면은 로마 기숙학교의 모습과 크기를 따랐다. 건물 전체는 모두 석회석으로 이루어졌으며, 높게 우뚝 솟아 우아한 고린토 형식으로, 맨 마지막 두 벽에는 그레고리오 13세(창립자)와 레오 12세(재부흥자) 초상화로 꾸며졌다.
대학의 도서관은 약 80만 권의 도서와 3,500권의 잡지, 6개의 독서실과 400개의 좌석으로 이루어져 있다.
최근 몇 년 동안 그레고리오 대학은 내부적인 확장을 하였다: 오늘날 이 대학의 부속 건물들은 최초의 건물인 트라스폰티나(Traspontina), 루케시(Lucchesi) 그리고 프라스카라(Frascara)로 이루어져 있다. 2005년 건물 중심 지하에 최신식의 장치가 설치된 강의실과 종합 강의실을 600명의 인원을 수용할 수 있는 마테오 리치(Matteo Ricci)실을 구비하였다.

## 목적과 특징

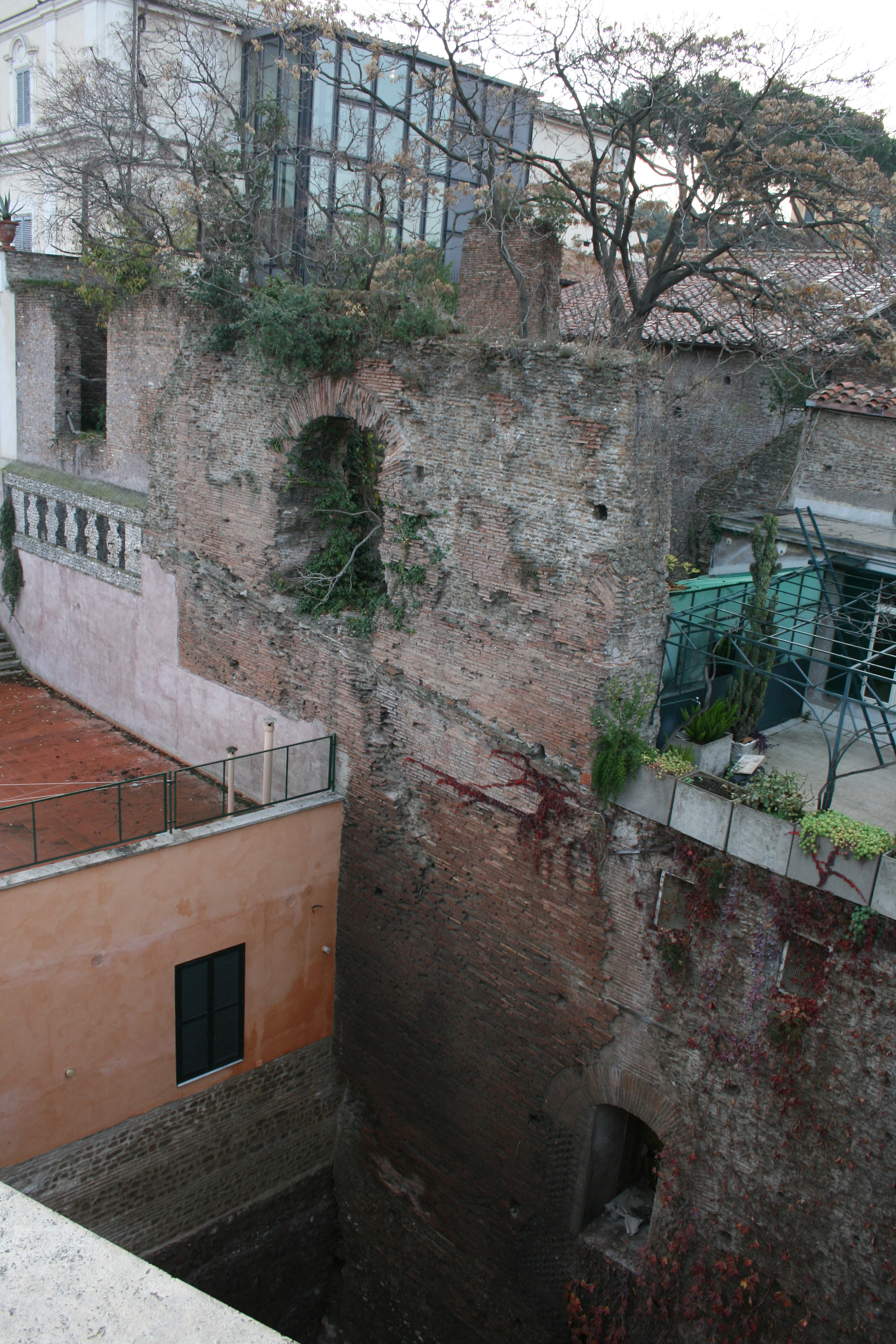
세라피데 신전

그레고리오 대학의 목적은 세계 각국에서 온 이들에게 문화적 육성과 가르침, 학술적 연구와 반영, 그리스도인으로서의 신앙과 이해를 깊게하고 보급시키고자 한다.
교회의 대학으로서 예수회원에게 위탁되었고, 교황청에 모든 필요에 기여하며, 모든 세계 문화와 과학에 열려 있고, 모든 그리스도인들, 타 종교 간의 대화의 장이며, 인간의 가치와 존엄성의 이해의 장인 특징을 가지고 있다.